# 推しが尊いわ
「推しが尊いわ」（おしがとうといわ）は、Non Stop Rabbitの楽曲。メジャー2作目、通算6作目のデジタル配信限定シングルとしてポニーキャニオンより2021年3月3日に各音楽配信サービスにてリリースされた。また、5月19日に発売されたメジャー1stシングル「三大欲求」にも収録されている。

## 概要
前作『最後のキス』より約2週間ぶりのリリースとなった。
配信ジャケットには女装姿のメンバーが登場しており、メジャーデビューアルバム『爆誕 -BAKUTAN-』の初回限定盤と同じ構図になっている。
前述のアルバム収録曲『偏見じゃん』と同じく、動画にて本曲を匂わせるネタをミュージックビデオが公開されるまで行われていた。

## ミュージック・ビデオ
推しが尊いわ
監督：田口達也
YouTuberのかすが出演し、女装姿のメンバーと「推しが尊いわダンス」を繰り広げている。2021年2月14日にYouTubeで公開された。

## 収録内容
| #         | タイトル         | 作詞・作曲 | 編曲           | 時間 |
| --------- | ---------------- | ---------- | -------------- | ---- |
| 1.        | 「推しが尊いわ」 | 田口達也   | 鈴木Daichi秀行 | 4:01 |
| 合計時間: | 合計時間:        | 合計時間:  | 合計時間:      | 4:01 |

## テレビ出演
| 番組名                                              | 日付          | 放送局         | 演奏曲       |
| --------------------------------------------------- | ------------- | -------------- | ------------ |
| しおこうじ玉井詩織×坂崎幸之助のお台場フォーク村NEXT | 2021年3月17日 | フジテレビNEXT | 推しが尊いわ |
| しおこうじ玉井詩織×坂崎幸之助のお台場フォーク村NEXT | 2021年3月17日 | フジテレビNEXT | 最後のキス   |
| プレミアMelodiX!                                    | 2021年4月26日 | テレビ東京     | 推しが尊いわ |